# Забастовка Щецинской судоверфи (1981)
Забастовка Щецинской судоверфи (1981) (пол. Strajk w Stoczni Szczecińskiej (1981)) — забастовка польских рабочих Щецинской судоверфи имени Варского 13—18 декабря 1981 года. Являлась акцией протеста против военного положения и преследований профсоюза Солидарность. Выступала координационным центром забастовочного движения Западной Померании. Подавлена силами ЗОМО и армии по приказу WRON. В современной Польше считается актом демократического рабочего сопротивления.

## Противостояние
13 декабря 1981 года в Польше было введено военное положение. Власть перешла к Военному совету национального спасения (WRON) и неформальной военно-партийной «Директории» во главе с генералом Ярузельским. Начались репрессии против независимого профсоюза Солидарность. Забастовки и другие акции протеста жёстко подавлялись силами армии, милиции и госбезопасности.
Судоверфь имени Варского в Щецине принадлежала к оплотам профсоюза Солидарность. Здесь в августе 1980 был создан активный и радикальный профцентр, подписано первое из Августовских соглашений. Лидер Щецинского профцентра яростный антикоммунист Мариан Юрчик среди лидеров «Солидарности» был вторым по рейтингу после Леха Валенсы. В идеологии и практике профцентра главное место занимали классовые рабочие приоритеты, непримиримая враждебность к правящей номенклатуре ПОРП, общественное самоуправление, принципы польского национал-патриотизма и социального католицизма. В декабре 1981 на судоверфи имени Варского проводили голодовку протеста члены независимого профсоюз милиции. Незадолго до 13 декабря собрание коллектива судоверфи решительно отвергло политику ПОРП и потребовало на период до свободных выборов передать власть Общественному совету народного хозяйства. В случае перехода властей к силовым мерам было решено немедленно начинать бессрочную забастовку.
Воеводский комитет ПОРП с мая 1981 возглавлял первый секретарь Станислав Мискевич. Ранее он работал на судоверфи имени Варского, участвовал в переговорах августа 1980. Но на секретарском посту Мискевич быстро передвинулся на позиции «партийного бетона», причём ориентировался на командование силовых структур. В городе действовало также «бетонное» Движение щецинских коммунистов. Поморским военным округом командовал член WRON генерал Ужицкий, участник интервенции в Чехословакию 1968. Воеводский комендант милиции полковник Верниковский и его заместитель по Службе безопасности подполковник Едынак занимали максимально жёсткие позиции в противостоянии с «Солидарностью». Верниковский и воеводский уполномоченный Комитета национальной обороны полковник Пецяк фактически приняли на себя руководство регионом при политически слабом секретаре Мискевиче.
Приказ об интернировании шестидесяти лидеров и активистов Щецинской «Солидарности» Верниковский подписал 12 декабря. На следующий день агентами госбезопасности и бойцами ЗОМО были схвачены Мариан Юрчик, его заместитель Станислав Вондоловский, юрисконсульт профсоюза Ежи Зимовский, председатель воеводской Сельской Солидарности Артур Балаж, члены воеводской комиссии профцентра Анджей Тарновский и Станислав Коцян. Однако многие активисты профцентра в первые дни военного положения оставались на воле и сумели организовать сопротивление.

## Забастовка

### Организация
В ночь на 13 декабря штаб-квартира Щецинской «Солидарности» на Малопольской улице была захвачена милицией и СБ. Активисты экстренно собирались на судоверфи имени Варского. На предприятии объявлялась оккупационная забастовка. Около девяти утра сформировался Межзаводской забастовочный комитет, тут же преобразованный в Региональный забастовочный комитет (RKS). Председателем RKS был избран технолог машиностроения Мечислав Устасяк, его заместителями стали юрист Анджей Мильчановский, рабочий верфи Станислав Заблоцкий и железнодорожник Эварист Валигурский. RKS потребовал освобождения интернированных и отмены военного положения.
Ключевую роль в руководстве забастовкой играли Мечислав Устасяк, Анджей Мильчановский и рабочий верфи Гжегож Дурский. Комитет учредил «рабочую группу обеспечения забастовки» с конкретными функциями. Среди активистов были участники августовских забастовок 1980 (в том числе Мария Хмелевская) и участники рабочих протестов 1970/1971 (в том числе Тадеуш Лихота, близкий соратник Мариана Юрчика и Эдмунда Балуки). Были организована забастовочная служба безопасности, для прохода на предприятие установлена пропускная система. Работали отдел связи, типография и радиостанция. Общая численность участников забастовки достигала 9 тысяч человек. Акция отличалась чёткостью дисциплины и организованности. Обращаясь к бастующим, Мечислав Устасяк говорил о традициях польской национально-освободительной борьбы, патриотизме, католической вере, наследии маршала Пилсудского.
На судоверфи имени Варского координировались забастовочные протесты не только Щецина, но и всей Западной Померании. 14 декабря в городе и воеводстве бастовали десятки предприятий — в том числе Щецинский порт, воеводский общественный транспорт, судоверфь Parnica, судоремонтный завод Gryfia, химический завод Police, завод электрооборудования Predom-Selfa, завод железнодорожного оборудования ZBK, завод транспортных средств WUTEH, машиностроительный завод Farmabud, автозавод Polmozbyt, предприятие морских перевозок PŻM, бумажная фабрика Skolwin. Удалось установить связь с Национальным забастовочным комитетом на Гданьской судоверфи имени Ленина.
Власти стянули против Щецинской судоверфи крупные силы подавления. Были выдвинуты милицейское спецподразделение ЗОМО под командованием подполковника Тшписа и армейская 12-я механизированная (мотострелковая) дивизия под командованием полковника Шумского. С Одры верфь блокировали десантные баржи, не выключавшие мощных прожекторов. Бойцы ЗОМО, прошедшие особую идеологическую обработку, были надёжным орудием властей. Солдаты срочной службы, по некоторым оценкам, обычно не испытывали особой враждебности к рабочим, но выполняли приказы. Кроме того, многие из них были подвергнуты в казармах массированному воздействию партийной пропаганды, настроены против «анархической „Солидарности“» и разозлены на профсоюзных активистов, «по вине которых молодёжь срочно призывают в армию».
Многие рабочие готовы были вооружиться подходящими орудиями труда и физически сопротивляться. Воздуходувки и трубы могли использоваться даже как огнемёты, баллоны с кислородом и ацетиленом — как взрывные устройства. Такие соображения высказывались рядовыми участниками забастовки. Но в выступлениях Устасяка и Мильчановского постоянно подчёркивался ненасильственный характер протеста.

### Столкновение
Первое столкновение 13 декабря предотвратил активист независимого профсоюза милиции Юлиан Секула (к тому времени уволенный со службы и участвовавший в голодовке на верфи). Он обратился к бойцам ЗОМО, посоветовал им не бояться и пообещал, что рабочие не будут их бить. Возникшее замешательство переросло в своеобразный «обмен мнениями», столкновения не произошло.
Силовое решение было, однако, неминуемо. Забастовочный центр на Щецинской судоверфи представлял реальную опасность для военно-партийного режима. Вечером 14 декабря ЗОМО и 12-я дивизия получили приказ о штурме. Первоначально полковник Шумский обратился к забастовщикам через мегафон, предложив покинуть верфь. При этом он, стараясь подорвать доверие забастовщиков к лидерам, назвал Анджея Мильчановского «бывшим прокурором, который отправлял людей на смерть». В молодости Мильчановский действительно служил в повятской прокуратуре, но не имел никакого отношения к смертным приговорам. Таким образом, заявление Шумского было не просто ложным — представитель государства пытался скомпрометировать оппозиционера причастностью к государству. При этом Мильчановский в последние часы сделался главным лидером забастовки: именно он принимал оперативные решения и озвучивал их перед рабочими.
Атака началась около полуночи 15 декабря. Милицейские водомёты обрушили на забастовщиков потоки ледяной воды (в Щецине стояла морозная погода). Охрана вынуждена была отступить, после чего танки снесли двое ворот судоверфи. Был сломан мемориал памяти жертвам декабря 1970. Бойцы ЗОМО и солдаты, вооружённые огнестрельным оружием и спецсредствами, прорвались на территорию предприятия. Впоследствии Мильчановский говорил, что без армейской поддержки милиция не смогла бы совершить этот прорыв.
Устасяк отмечал, что зомовцы были напуганы происходящим сильнее, чем забастовщики, и поэтому крайне опасны. Звучали призывы к сопротивлению, но Мильчановский каждые пятнадцать минут выступал по внутреннему радио, призывая ни в коем случае не допускать кровопролития.

Неизвестно, что бы произошло, если бы не спокойствие и хладнокровие забастовочного комитета: Мильчановского, Валигурского, Устасяка… Всё зависело от Мильчановского. Достаточно было бы, чтобы он настроил людей на атаку. Но активное сопротивление не имело смысла.

Члены RKS были схвачены ЗОМО в зале собраний судоверфи. Рядовые забастовщики безуспешно пытались этому препятствовать, скандируя «ЗОМО — гестапо!» Подполковник Тшпис, как и полковник Шумский, пообещал, что никто не будет подвергнут уголовному наказанию — и немедленно начал оформлять задержания с последующими арестами. На вопрос Тшписа: «Для чего вы это делали?» — Мильчановский ответил: «Вам не понять». Рабочие, выстроившись у снесённых ворот, пели гимн Польши.
17 декабря на Щецинской судоверфи имени Варского была проведена католическая месса в память о погибших в декабре 1970. Богослужение проходило под плотным контролем милиции, ЗОМО и СБ. Острая актуальность на фоне происходящих событий была совершенно очевидной.

## Последствия
Захват Щецинской судоверфи военно-милицейскими силами не означал прекращения забастовки. В «итальянской» форме протест продолжался ещё три дня. Окончательная «зачистка» удалась только 18 декабря. К тому времени были подавлены забастовки и других предприятий Щецина, причём на Gryfia, Polmozbyt, Famabudu, Police, Predom-Selfa и WUTEH также пришлось вводить войска с бронетехникой.
Лидеры забастовки предстали перед Поморским военно-окружным судом в Быдгоще. Приговор был вынесен 4 марта 1982. Шесть человек, в том числе Мечислав Устасяк, Анджей Мильчановский, Тадеуш Лихота, получили сроки от полутора до пяти лет (наиболее строго отнёсся суд к Мильчановскому). В то же время Валигурский был оправдан, а в отношении четырёх забастовщиков дело прекращено. Сотни рабочих (по разным данным, от 690 до 2000) были уволены с судоверфи за участие в забастовке.
Весь период военного положения Щецин оставался одним из самых активных центров подпольного сопротивления. 1—3 мая 1982 здесь прошли мощные акции протеста и столкновения с ЗОМО, сравнимые с городской герильей. Была сожжена гостиница милицейской комендатуры. Среди мест сбора демонстрантов были и ворота судоверфи имени Варского. Рабочие судоверфи, в том числе Гжегож Дурский, были ведущими активистами подпольной «Солидарности» в Щецине. В 1988 Анджей Мильчановский был секретарём оргкомитета «Солидарности» Западной Померании. Новая забастовочная волна вскоре привела к падению власти ПОРП и преобразованию ПНР в Третью Речь Посполитую.
В новой Польше Мечислав Устасяк был сенатором, Анджей Мильчановский — министром внутренних дел и начальником Управления охраны государства, Генрик Шумский — начальником Генерального штаба Войска Польского.